# Basili Argir
Basili Argir (grec: Βασίλειος Ἀργυρός;  – després del 1023) fou un noble romà d'Orient de la família dels Argirs i germà de l'emperador Romà III. Segons la Sinopsi d'històries de Joan Escilitzes, Basili Argir fou l'estrateg de Samos enviat a combatre el rebel italià Melus cap al 1010/1011. És possible que Escilitzes hagués confós Basili Argir amb Basili Mesardonita, que era catepà d'Itàlia en el mateix període. Una altra possibilitat és que Argir hagués estat un comandant de la flota enviada per ajudar Mesardonita a sufocar la rebel·lió. Fou retirat d'Itàlia cap al 1017. Alguns estudiosos moderns, com ara Guilou i Vannier, afirmen que Argir i Mesardonita eren la mateixa persona, una opinió rebutjada per Aleksandr Kajdan.
Després d'un parèntesi de deu anys en la seva carrera militar, Basili fou nomenat governador romà d'Orient de Baspracània, un antic regne armeni que havia estat cedit a l'emperador Basili II pel rei Senaquirim-Joan el 1021/1022. Tanmateix, ben aviat hagué de ser substituït per la seva incompetència. Aquest parèntesi en la seva carrera es podria explicar amb la informació que conté un segell descobert a Preslav (Bulgària), en el qual Basili és esmentat com a patrici i estrateg de Tràcia.
Basil i la seva família influïren en les interaccions de l'Imperi Romà d'Orient amb els seus veïns orientals. La seva filla Helena es casà amb el rei de Geòrgia, Bagrat IV, en compliment d'un acord de pau negociat per la mare de Bagrat, Maria, filla de l'anterior rei Senaquirim-Joan de Baspracània, el 1032.